# Дивовижне, приголомшливе та невідоме
Дивовижне, приголомшливе та невідоме (англ. The Astounding, the Amazing, and the Unknown) — альтернативно-історичний пригодницький роман, написаний Полом Малмонтом, продовження роману The Chinatown Death Cloud Peril (2007). У ньому представлені реальні автори пульп-журналів минулого як герої пригод, що нагадують їхні улюблені жанри. Книга була вперше опублікована у твердій палітурці видавництвом Simon & Schuster та аудіокнигою видавництвом Brilliance Audio у липні 2011 року. Назву взято з журналів Astounding Science-Fiction, Amazing Stories і Unknown, для яких писали його головні герої.

## Сюжет
Історія, поділена на короткі пронумеровані «епізоди», а не розділи, представлена як «історія про Ніколу Тесла», яку Річард Фейнман переказав групі інших вчених Мангеттенського проєкту після Другої світової війни. Це пов'язано з зусиллями аналогічного мозкового центру, «Група Камікадзе», щоб розкрити таємницю «супер-зброї», яку, за чутками, розробив Тесла перед своєю смертю, яка нібито відповідальна за таємничий Тунгуський вибух 1908 року. Фейнман не претендує на правдивість оповідання, застереження, виправдане в кінці книги, коли виявляється, що його інформатором був пульп-письменник Л. Рон Габбард, учасник подій роману, зображений як самореклама, оманливий нарцисизм.
Мальмонт базує групу Камікадзе на основі тріо письменників-фантастів Роберта Гайнлайна, Лайон Спрег де Кемп та Айзека Азімова, які в реальній історії провели більшу частину війни, виконуючи аеронавігаційні інженерні дослідження для ВМС США на Морській авіаційній дослідній станції військово-морської верфі у Філадельфії. Він зображує їх як учасників спільного проєкту з розробки наднаукової зброї, щоб допомогти США виграти війну, хоча насправді вони окремо працювали над технічними вдосконаленнями літаків і систем озброєння. Гайнлайн керує вигаданим проєктом, який також спирається на допомогу інших його знайомих авторів пульп-літератури, зокрема Габбарда, Волтера Гібсона та Лестера Дента, з епізодичними ролями Джона Вуда Кемпбелла, Норвелла Пейджа, Г'ю Кейва, Фредерика Пола, Кліав Картмілла, Курта Воннеґута, Джудіт Мерріл та Рея Бредбері. У творі були присутні інші історичні постаті, такі як Джон Вайтсайд Парсонс, Альберт Ейнштейн і Джеймс Стюарт.
Після загадкової смерті Тесли військові проводять обшук у його квартирі та конфіскують його документи, з огляду на очевидний інтерес Німеччини до його відкриттів. Гайнлайну доручено розслідувати справу про ймовірну «диво-зброю», про яку йдеться в газетах. Разом з де Кампом, Азімовим, Габбардом і Гібсоном він досліджує підвал Емпайр-Стейт-Білдінг, де Тесла залишив частину свого обладнання, і майже потрапляє в пастку невідомого супротивника. Подальші запити приводять основну групу до колишньої вежі Ворденкліф, об'єкта бездротової передачі винахідника в Шоремі, Нью-Йорк, яка, очевидно, малася на увазі як «відправний» компонент зброї. Після цього Габбарда відправляють спочатку на Алеутські острови, а потім у південну частину Тихого океану, щоб отримати приймач, тоді як Азімов відповідає за конденсаторами, необхідними для роботи передавача.
Тим часом урядові детективи розслідують саму групу, стурбовані публікацією оповідання Картмілла «Дедлайн» із надто точним описом ядерної зброї, схожої на ту, яку розробляє Мангеттенський проект. Їхній жорстокий допит Гайнлайна переривається смертельним телефонним дзвінком, під час якого їх якимось чином вбиває струмом так само, як і Теслу. Справа досягає кульмінації, коли «Група Камікадзе», здається, виконує обіцянку «змусити корабель зникнути» (натяк на легенду про «Філадельфійський експеримент»), а Гайнлайн, переконаний, що час спливає, працює з колишнім помічником Тесли на дублікаті вежі Ворденкліф, щоб зробити дивовижну зброю функціональною. Після її активації помічник виявляє розкриває себе як головного ворога групи, і йому майже вдається вбити членів групи, перш ніж розбитися на смерть у ямі під вежею.
Після поразки лиходія військові закривають «Групу Камікадзе». Гайнлайн з розчаруванням дізнався, що його група була задумана та вважалася просто сліпою, щоб відвернути увагу держав Осі від справжньої суперзбройної спроби США — Мангеттенського проєкту. Його твердження про реальність зброї Тесли не були почуті.
Значно пізніше Габбард, повернувшись до США після війни, дізнається, що сталося з його колишніми співвітчизниками, стикається з Фейнманом і розповідає йому історію.

## Відгуки
Майкл Дірда, який пише для The Washington Post, вважає, що роман «так і не виправдовує своєї назви. Він відкривається повільно, розбиває свою оповідь на надто багато різних персонажів і сюжетних ліній і непереконливо подається як історія, розказана фізиком Річардом Фейнманом. Часті комічні епізоди, деякі з яких межують зі сленгом, не зовсім вдаються. Великі сцени — про таємні тунелі під Емпайр-Стейт-Білдінг чи фінальна сутичка у вежі Тесли — також не надто свіжі. Я не дуже добре розумівся на науці, а гарячкові сни Габбарда нагадували мені розповіді про невдалі ЛСД-тріпи». Однак він підсумовує, що "якщо ви вже є шанувальником когось із письменників-героїв цього роману, вас, ймовірно, непереборно потягне до «Дивовижного, приголомшливого і невідомого». І в книжці справді є кілька хороших моментів. Її варто прочитати хоча б заради того, щоб вигукнути: «Боже мій! . . . Ви випарували Айзека Азімова!».
Редже Бехе в Pittsburgh Tribune називає книгу «гумористичною та розумною… опусом, який чекає на виклик Голлівуду». Посилаючись на назву книги, він зазначає, що це «це все це, весела метушня, заснована на золотому віці науки та кримінальної фантастики в 1940-х роках. Акторський склад автора… чудово реалізований».
Пол Ді Філіппо в The Speculator «аплодує його енергійному оповіданню та історичній проникливості», називаючи стиль книги «по черзі аналітичним, публіцистичним, ласкавим, елегійним, філософським і, ну, м'яким. [Малмонт] реконструює своїх героїв та їх епохи з історичною вірністю, без почуття прикутості до хрестоматійної точності вибух, який відтворює цю небезпечну, багатообіцяючу епоху та спонукає її мешканців у непростий крок». Ді Філіппо дійсно критикує автора за його анахронічне використання терміна «наукова фантастика», який не був придуманий до кінця 1950-х років, але вважає, що «загалом книга викликає хвилювання та медитативні роздуми про стан письменника».
Книгу також рецензувала Емі Голдшлагер у Locus, №. 612, січень 2012.